# 聚合氯化铝
聚合氯化铝（polyaluminium chloride，缩写PAC；Aluminium chlorohydrate），简称聚铝。它是一种介于AlCl3和Al(OH)3之间的化合物。分子式 [Al2(OH)nCl6-n·xH2O]m (m≤10，n=1～5)，是新型无机高分子化合物絮凝剂。

## 性质
纯品为黄色或灰色片状、粒状或粉末状固体。易溶于水，水溶液发生水解，并伴有凝聚、吸附和沉淀等过程。

## 危险性信息
- 不可燃，具刺激性。对粘膜、眼部和皮肤等组织有腐蚀性。
- 对环境有危害。
- 避免与水、潮湿空气、碱类、醇类和可燃物接触。于阴凉、干燥、通风处密封储存。远离火种、热源。
- 工作人员应佩戴自吸过滤式防尘口罩和防护眼镜，穿着橡胶防酸碱服，戴橡胶耐酸碱手套。
- 半數致死量：316 mg/kg (小鼠经口)

## 产品用途
聚合氯化铝主要可以用于化妝品中的止汗劑，和水质淨化的絮凝剂，同时也可用于工业废水的处理。

## 生产储运
聚合氯化铝的生产方法主要有铝灰盐酸法和沸腾热解法，其中铝灰盐酸法主要是将铝灰加入洗涤水的反应器中，然后加入盐酸反应，再进行沉降即可得到液体聚合氧化铝，最后经过稀释过滤干燥既得固体聚合氧化铝；
聚合氯化铝在运输过程中要防雨淋和烈日曝晒，应应贮存在阴凉、通风、干燥处，并保证储藏处的清洁。